# 鎌倉紅谷
株式会社鎌倉紅谷（かまくらべにや）は、神奈川県鎌倉市雪ノ下に本社を置く菓子メーカー。「クルミッ子」などの商品で知られる。

## 歴史
出典：
1954年10月に有井弘臣と有井鉄男が菓子処「紅屋」を創業する。有井鉄男は神楽坂にあった「紅谷」という和菓子屋で職人をしており、その看板を以って創業した。創業地は現在も本社ビルが所在する鎌倉市雪ノ下1の12の4であり、北条泰時小町邸の跡地である。
1955年11月に合資会社「紅谷」を設立し、代表社員に有井鉄男が就任する。その後、2008年1月に株式会社紅谷に組織変更し、有井宏太郎が社長に就任した。2017年4月に株式会社紅谷から株式会社鎌倉紅谷に社名変更した。
会社全体の売り上げは、有井宏太郎が社長に就任後、クルミっ子の製造拡大もあり、2008年の4億円弱から2022年には54億円にまで延びている。

## 商品
- クルミッ子 - クルミを詰め込んだキャラメルをバター生地で挟んだもの[3]。当初は源頼朝の姿をデザインした包装紙を用いていたが、2008年に社長に就任した有井宏太郎が個包装に使用していたリスのキャラクターを前面に出すパッケージに変更した[3]。

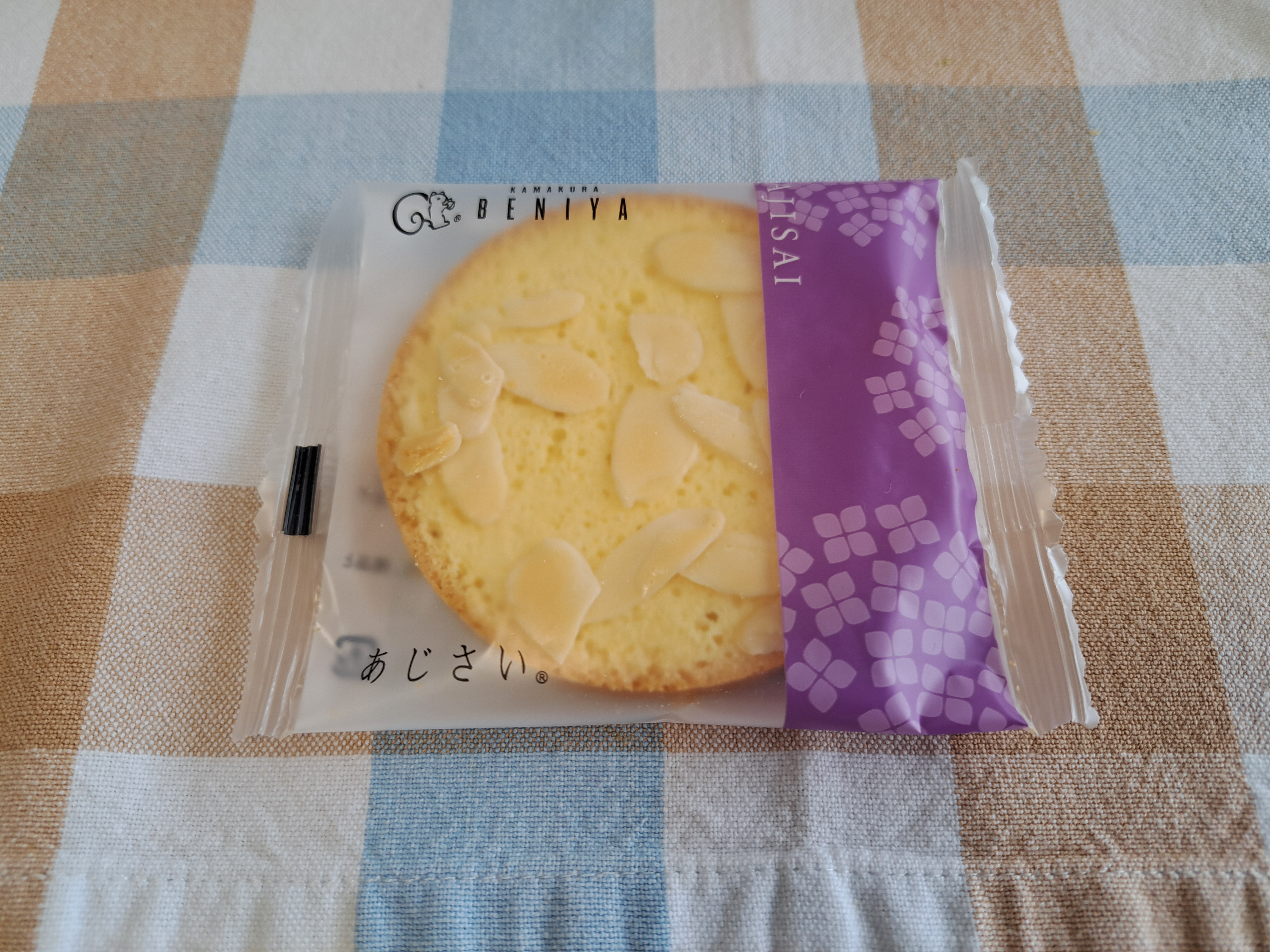
あじさい

- あじさい
- 鎌倉だより - いちょう型サブレ